# Lista de instituições comunitárias de ensino superior do Brasil
Abaixo está a lista de Instituições comunitárias de ensino superior no Brasil.

## Rio Grande do Sul
- Universidade Feevale (FEEVALE)
- Centro Universitário Metodista (IPA)
- Pontifícia Universidade Católica do Rio Grande do Sul (PUC-RS)
- Centro Universitário Franciscano (UNIFRA)
- Centro Universitário La Salle
- Universidade Católica de Pelotas (UCPEL)
- Universidade de Caxias do Sul (UCS)
- Universidade de Cruz Alta (UNICRUZ)
- Universidade Regional do Noroeste do Estado do Rio Grande do Sul (UNIJUI)
- Universidade de Santa Cruz do Sul (UNISC)
- Universidade do Vale do Rio dos Sinos (UNISINOS)
- Unidade Integrada Vale do Taquari de Ensino Superior (UNIVATES)
- Universidade de Passo Fundo (UPF)
- Universidade da Região da Campanha (URCAMP)
- Universidade Regional Integrada do Alto Uruguai e das Missões (URI)

## Santa Catarina
- Universidade Regional de Blumenau (FURB)
- Centro Universitário Barriga Verde (UNIBAVE)
- Católica de Santa Catarina (Católica SC)
- Universidade do Extremo Sul Catarinense (UNESC)
- Universidade do Vale do Itajaí (UNIVALI)
- Universidade do Contestado (UnC)
- Universidade Comunitária Regional de Chapecó (UNOCHAPECÓ)
- Universidade Alto Vale do Rio do Peixe (UNIARP)
- Centro Universitário de Brusque (UNIFEBE)
- Universidade do Alto Vale do Itajaí (UNIDAVI)
- Universidade do Planalto Catarinense (UNIPLAC)
- Universidade da Região de Joinville (UNIVILLE)
- Universidade do Estado de Santa Catarina (UDESC)
- Universidade do Oeste de Santa Catarina (UNOESC)
- Universidade de São José (USJ)
- Universidade do Sul de Santa Catarina (UNISUL)